# José Manuel Suárez Rivas
José Manuel Suárez Rivas, també conegut com a Sietes (Sietes, Villaviciosa, Astúries, 18 de febrer de 1974) és un futbolista asturià que ocupa la posició d'interior esquerre.

## Trajectòria
Sietes rep el seu nom futbolístic a causa del seu lloc de naixement. Es va formar a les files del Reial Oviedo, tot debutant amb el primer equip a la jornada 30 de la temporada 93/94, davant el Valladolid. Sietes va realitzar un bon paper i va disputar tots els partits fins al final de la lliga, marcant, a més a més, dos gols; curiosament, serien els únics que marcaria el jugador en primera divisió en tota la seua carrera.
Eixa progressió va continuar la 94/95, ja dins del planter del primer equip ovetenc, en la qual va disputar 31 partits. L'any següent fitxa pel València CF, però a Mestalla no té la continuïtat que gaudia en Astúries i només participa en 29 partis de lliga en els dos anys que roman al País Valencià. Per eixa raó, el 1997 s'incorpora al Racing de Santander.
Al quadre càntabre recupera la titularitat, sobretot la temporada 97/98 i la temporada 99/00, on apareix 32 cops en la competició. Amb el Racing, Sietes hi està sis temporades, una d'elles a Segona Divisió. En la màxima categoria juga 125 partits de verd-i-blanc.
Després de la seua sortida de Santander, la carrera de Sietes comença a decaure. La 03/04 forma part del Deportivo Alavés i la següent del Real Múrcia, ambdós a Segona, i sense aplegar a la vintena de partits per temporada. El 2005 viatja a Anglaterra, amb el Watford FC, sense que arribe a debutar amb el club britànic.
Retorna a la lliga espanyola, de nou a Segona, amb el CD Numancia. Roman dues temporades a Sòria fins que el 2008 deixa el futbol d'elit i retorna a Astúries, al CD Lealtad, de la Tercera Divisió.

## Selecció espanyola
Sietes va formar part del combinat olímpic espanyol als Jocs d'Atlanta 1996.